# Sour el Ghozlane
Sour el Ghozlane är en ort i Algeriet.   Den ligger i provinsen Bouira, i den norra delen av landet, 90 km sydost om huvudstaden Alger. Sour el Ghozlane ligger 884 meter över havet och antalet invånare är 50 204.
Terrängen runt Sour el Ghozlane är kuperad västerut, men österut är den platt.Runt Sour el Ghozlane är det ganska tätbefolkat, med 155 invånare per kvadratkilometer. Sour el Ghozlane är det största samhället i trakten. Omgivningarna runt Sour el Ghozlane är i huvudsak ett öppet busklandskap.